# Tony Hall (baron Hall de Birkenhead)
Pour les articles homonymes, voir Tony Hall et Hall.
Anthony William Hall, baron Hall de Birkenhead, (né le 3 mars 1951) est un pair à vie britannique. Il est directeur général de la BBC entre avril 2013 et août 2020, et préside le conseil d'administration de la National Gallery jusqu'en mai 2021 .
Hall est directeur de l'information à la BBC entre 1993 et 2001, et directeur général du Royal Opera House de Covent Garden, à Londres, de 2001 à mars 2013. Il est nommé pair à vie à la Chambre des lords le 22 mars 2010 et siège comme Crossbencher.
Une enquête en 2021 révèle que Hall, lorsqu'il était directeur de l'information à la BBC, a induit les autorités en erreur sur les méthodes utilisées par Martin Bashir pour l'interview Panorama de la BBC avec Diana, princesse de Galles. Il démissionne de son poste de président de la National Gallery le 22 mai 2021.

## Jeunesse
Tony Hall, fils d'un directeur de banque, est né à Birkenhead, Wirral, en 1951. Il fait ses études à la King Edward's School, Birmingham et Birkenhead School, avant d'aller au Keble College, Oxford  où il étudie la philosophie, la politique et l'économie, et obtient une maîtrise.

## Carrière

### BBC
Après Oxford, Hall rejoint la BBC en tant que stagiaire en 1973, travaillant d'abord dans sa salle de rédaction de Belfast . Il travaille ensuite comme producteur sur Today, The World at One, The World Tonight et PM. Il devient rédacteur en chef du Nine O'Clock News à l'âge de 34 ans.
En 1987, il est nommé rédacteur en chef de News and Current Affairs, et est nommé directeur de BBC News and Current Affairs en 1990, combinant pour la première fois la télévision et la radio. Il continue à diriger BBC News jusqu'en 2001,.
Parmi ses réalisations professionnelles figurent le lancement de BBC Parliament, BBC Radio 5 Live, BBC News 24 et BBC News Online. En 1999, il postule sans succès pour le poste de directeur général de la BBC mais est finalement nommé au poste le 2 avril 2013,,.
Le 25 mars 2015, Hall décide de ne pas renouveler le contrat avec la BBC du présentateur de Top Gear Jeremy Clarkson après qu'une enquête interne ait révélé que Clarkson a agressé le producteur du programme. Hall et sa femme reçoivent des menaces de mort que la BBC juge « crédibles », et ils sont ensuite sous protection policière. Le 28 mars, Scotland Yard confirme que des agents enquêtaient sur les menaces.
Il quitte son poste de directeur général en août 2020, déclarant "Si je suivais mon cœur, je ne voudrais vraiment jamais partir". Hall déclare qu'il est préférable qu'une nouvelle personne dirige la société lors de son examen à mi-parcours en 2022 et du renouvellement de la Charte de la BBC.
Peu de temps avant de quitter la BBC le 31 août 2020, Hall déclare que les négociations de 2015 avec le gouvernement sur les licences de télévision pour les plus de 75 ans ont été "tendues". Hall conclut l'accord malgré l'avertissement que les propositions du gouvernement seraient une option "nucléaire" qui pourrait entraîner la perte de nombreux services de la BBC. Il a dit qu'il avait pensé à démissionner sur la question, avant de décider de rester et de chercher à accompagner les changements. Hall convient avec l'intervieweur, Amol Rajan, qu'il est nécessaire d'améliorer la « diversité de pensée » à la BBC, et espérait une parité salariale égale à 50/50 en 2020.

### Opéra Royal
Hall est nommé directeur général du Royal Opera House en avril 2001. Il crée ROH2, un département consacré au soutien de nouveaux artistes et au développement de nouveaux publics, à la suite de quoi il met en place de nouvelles initiatives pour élargir l'accès au Royal Opera House - notamment des relais sur grand écran vers des lieux à travers le Royaume-Uni: matinées Paul Hamlyn et autres bas- systèmes de billets à prix.
En 2007, il supervise l'achat par la ROH d'Opus Arte une société de production et de distribution de DVD/Blu-ray de ballet et d'opéra . En tant que filiale du Royal Opera House, Opus Arte relance son site Web en tant que détaillant de musique classique en ligne, vendant à la fois des produits numériques et physiques de toutes les grandes maisons de disques.

### National Gallery
Il est nommé président du conseil d'administration de la National Gallery en janvier 2020 et prend ses fonctions le 1er septembre 2020 après avoir quitté son poste à la BBC. Il démissionne de son poste de président de la National Gallery le 22 mai 2021 à la suite d'une enquête sur l'interview de la princesse Diana de BBC Panorama.

### Autres postes
Hall est nommé président des compétences créatives et culturelles dirigées par l'industrie (conseils des compétences sectorielles), un poste qu'il occupe entre 2004 et 2009.
Il est président du conseil consultatif du programme de musique et de danse et dirige un examen de la danse pour le ministère de l'Éducation et des Compétences, ce qui amène une contribution supplémentaire de 5 millions de livres sterling à l'enseignement de la danse. Il est membre du comité de gestion du Clore Leadership Program jusqu'en 2011. Il siège au comité du Forum consultatif sur la culture et la création pour le ministère de la Culture, des Médias et des Sports et est président du Theatre Royal Stratford East jusqu'en 2009.
Hall est membre du groupe directeur Regeneration Through Heritage, membre du conseil d'administration de Race for Opportunity, membre du conseil d'administration de Learndirect et membre du conseil de l'Université Brunel. Jusqu'en mai 2000, il est président de la Royal Television Society. En avril 2007, à la suite de la saisie iranienne en 2007 du personnel de la Royal Navy, il est invité à mener une enquête sur la stratégie médiatique du MOD. Depuis 2008, il siège au conseil d'administration du British Council.
En juillet 2009, à la demande du maire de Londres et du gouvernement, il crée et préside le conseil d'administration de l'Olympiade culturelle, et rejoint le comité d'organisation pour les Jeux Olympiques.
Hall est administrateur de la Fondation Paul Hamlyn depuis 2011 et est nommé vice-président de Channel 4 en 2012 poste qu'il est contraint de quitter en devenant directeur général de la BBC.
Le 29 juin 2018, Hall est élu président de l'Union européenne de radiodiffusion (UER).
Après avoir quitté la BBC en septembre 2020, il préside une société indépendante produisant des documentaires, HTYT Stories.

## Honneurs
Il est fait pair à vie en tant que baron Hall of Birkenhead, de Birkenhead, dans le comté de Cheshire le 19 mars 2010 et reçoit l'Ordre de l'Empire britannique en 2006.
En septembre 2009, Hall reçoit un doctorat honorifique en littérature (Hon DLit) de Goldsmiths, Université de Londres, et est ensuite élu membre honoraire du Keble College, Oxford. Le Chartered Management Institute lui décerne la médaille d'or 2010 pour ses réalisations.
City University le nomme membre invité honoraire pour le journalisme en 2012 et il est liveryman de la Worshipful Company of Painter-Stainers depuis 1985. Plus récemment, Hall reçoit un diplôme honorifique de la Birmingham City University en janvier 2017 et un doctorat honorifique de la City University en janvier 2018.

## Vie privée
Il est marié à Cynthia Hall, ancienne directrice de la School of St Helen et St Katharine puis de Wycombe Abbey, deux écoles de filles, et présidente de la Girls' Schools Association. Ils ont deux enfants.